# Pandora (lepidòpter)
La pandora (Argynnis pandora) és una espècie de lepidòpter papilionoïdeu de la família dels nimfàlids (Nymphalidae) present als Països Catalans.

## Distribució
Comprèn les Illes Canàries, nord d'Àfrica, sud d'Europa, Orient Mitjà, sud de Rússia, el Kazakhstan, Afganistan, nord del Pakistan i nord de l'Índia. També present a les Illes Balears. A Europa viu entre els 50 i 1650 msnm.

## Descripció
Envergadura alar d'entre 58 i 74 mm. Es caracteritza per la seva grandària superior, el color taronja apagat de les ales, les tonalitats verdoses de les ales posteriors, l'anvers de les ales anteriors vermell per la zona discal i per les taques submarginals aplanades a l'anvers de les ales posteriors. Els mascles es diferencien per dues marques androconials a les venes V2 i V3 de l'anvers de les ales anteriors.

## Hàbitat
Clars de boscos caducifolis i pinars amb presència de plantes robustes i riques en nèctar tals com Carduus, Cirsium i Centaurea. L'eruga s'alimenta principalment de plantes del gènere Viola.

## Període de vol i hibernació
Una generació a l'any entre juny i setembre; en alguns llocs d'Àfrica i Europa és bivoltina amb una generació a finals de primavera i una segona a finals d'estiu. Hiberna com a eruga jove.

## Comportament
Els imagos freqüenten abeuradors i els mascles presenten comportament territorial.